# An-Nahl
An-Nahl (arabisch النحل, DMG an-Naḥl ‚Die Biene‘) ist die 16. Sure des Korans, sie enthält 128 Verse. Die Mehrheit der muslimischen Autoren sowie auch der westlichen Islamwissenschaftler datiert die Verkündigung der Sure in die dritte mekkanische Periode (620–622). Davon ausgenommen sind einige medinische Verse aus dem Schlussteil, die sich auf die Situation und die Empfindungen Mohammeds und der Gemeinde nach der Niederlage in der Schlacht von Uhud im Jahre 625 beziehen würden, bei der Mohammeds Onkel und Gefährte Hamza ums Leben kam. Die namensgebende Biene findet sich in Vers 68.
Die Sure weist an verschiedenen Stellen auf die Einheit Gottes hin, so im Vers 51: „Und Gott hat gesprochen: Nehmt euch nicht zwei Götter!“ Des Weiteren enthält sie Mahnungen an die Ungläubigen sowie Beschreibungen der Huld, Schöpferkraft und Allmacht Gottes, die sich im Regen, in der Milch, den Datteln, dem Wein und Honig als göttliche Zeichen erweist. Der Schlussteil erwähnt unter anderem Apostasie (Vers 106), erlaubtes und unerlaubtes Essen (Verse 114–116), Abraham (Verse 120–123) und den Sabbat (Vers 124).